# 나로호 킥모터
나로호 킥모터는 나로호 2단 로켓을 말한다.

## 역사
나로호는 액체연료를 사용하는 1단 로켓을 이용해 지상 170 km 높이까지 상승한 후 상단부 2단인 킥모터를 점화시킨다. 추력 8톤의 고체연료 로켓이다.
나로호는 발사 이후 25초간 900m를 수직으로 솟아오른다. 발사 215초 이후에는 위성보호 및 공기저항감소용 덮개인 페어링(발사체 위쪽의 뾰족한 부분)이 분리된다. 232초 후에는 1단 로켓과 2단 로켓이 분리된다. 1단을 분리시킨 나로호는 이후 160초 정도 엔진의 추력 없이 관성으로 비행하다 발사 후 390초 무렵 고도 300㎞에 다다르면 2단 로켓을 점화해 목표 궤도로 날아간다. 이후 150초 뒤 2단 로켓에서 과학기술위성 2호를 최종 분리한다. 발사된지 약 540초(9분)만이다.
화약을 터뜨려 추진력을 얻는 고체연료 로켓은 한화가 만들었다. 1단과 2단 발사체가 분리되는 300 km 고도에서 60초동안 연소하며 100만파운드의 추력을 갖는 로켓은 국내 첫 시도되는 것이다. 개발 초기 아찔한 사고를 겪으며 개발과정은 험난했지만, 끈질긴 실험끝에 고체연료 로켓을 만드는데 성공했다. 100만파운드 추력이면 추력 453톤이라는 것인데, 초당 8톤에 60초 연소라서 그렇다. 그러나, 1차 발사에서 킥모터는 추력 9.6톤힘에 59초를 연소해 추력 566톤힘이었다. 124만 파운드힘이었다.
2007년 9월 18일, 나로우주센터 인근 간척지에 수평으로 눕힌 킥모터로 60초 동안 지상 연소시험을 하는 장면을 최초로 공개했다.
2013년 1월 8일, "스탠다드 모터"를 지상 연소시험했다. 나로호 3차 발사에 사용될 킥모터와 동시에 제작되었으며, 제작된 지 5년이 지나 수명 논란이 있었지만, 아무 이상이 없음을 확인했다. 미사일 고체연료는 보통 10-20년 수명이라고 한다.
2013년 1월 30일, 나로호 3차 발사에 성공했다.
2018년 10월 26일, 고정환 한국항공우주연구원 한국형발사체개발사업본부장은 "액체로켓과 고체로켓을 개발하는 과정은 상당히 다르다"며 "나로호 발사 당시 2단 로켓 추력은 17t이고 이번 3단 로켓은 7t이지만 단순히 추력이 낮다고 해서 개발이 쉬운 게 아니다"고 말했다. 추력 8톤이 아니라 추력 17톤이라고 한다.

## 연소시험
킥모터 개발에서 어려웠던 것은 시험이었다. 1.5t 이상의 고체추진제를 탑재한 킥 모터를 진공환경에서 연소시키는 것은 매우 어려운 기술이다. 한국은 이러한 실험 장비를 만들어본 적이 없었다. 러시아의 기술협력을 받아 ‘고공환경 시험장치’를 개발해 지상연소시험과 고공환경(우주환경) 모사(模寫) 지상연소시험 등을 12회 실시했다.
첫 번째 실험에서 킥 모터 앞부분에서 검은 연기가 피어오르다가 폭발했다. 다행히 인명피해는 없었지만 연소시험장은 폭탄을 맞은 듯 아수라장이 되었다. 바로 원인을 분석하고 설계를 변경해 새로 제작한 다음, 다시 시험에 들어갔다. 이때 제작한 킥 모터는 지상에서 11번 연소시험을 했지만 문제를 보이지 않았다.
다음으로 풀어야 할 문제는 개다리 기동을 견디는 구조를 찾는 것이었다. 우주에서는 대기가 없기 때문에 비행 방향을 바꾸기 위해 날개를 이용할 수 없다. 방향 전환은 배기되는 화염의 방향을 바꾸는 것으로만 해야 한다. 이를 위해서는 TVC(Thrust Vector Control, 추력 벡터 제어) 노즐을 사용해야 한다. 3000도가 넘는 고온 고압의 연소가스에 60초 이상 노출돼 있던 노즐의 방향을 바꾸는 것은 쉽지 않다. 이 기술은 선진국만 보유한 핵심기술인데 미사일기술통제체제(MTCR)는 이 기술의 국가 간 이전을 금지하고 있다. 그러나 한화를 비롯한 국내 기업은 많은 노력으로 이 노즐을 개발해냈다.

## 한화
한화는 30년 이상 쌓아온 모든 역량과 노하우를 집중해 지난 2003년 말부터 나로호의 축소형 추진기관, 열특성모터, 실물형 추진기관 성능 검증을 통해 국내 최고급 기술을 적용한 최고 성능의 킥모터를 개발, 제작했다. 킥모터 연소시간 60초는 국내 최장 기록이다. 추진제가 연소될 때 추진기관은 1000psi, 3000℃ 이상의 작동 환경이 된다. 이러한 가혹한 조건을 견디고 60초 동안 모든 부품이 정상 작동을 해야만 한다.
또한 한화는 국내 최초로 고고도 모사 시험 설비를 구축해 우주 환경에서 추진기관의 성능을 검증할 수 있었고 추진기관의 성능을 나타내는 비추력이나 무게비도 국내 최고 수준이라고 설명했다.
추진기관의 방향을 제어할 수 있는 Movable nozzle을 적용해 최대 4.5도까지 구동할 수 있도록 설계했다고 한화 측은 밝혔다.
(주)한화가 참여한 'KSLV-I TVC(Thrust Vector Control, 추력 벡터 제어) 구동장치 시스템 개발'은 우리나라 최초 우주발사체인 나로호의 상단에 장착되는 구동부로 주 기능은 상단부 엔진의 추력 방향을 바꾸어 상단부 우주발사체의 자세를 제어하고 계획된 비행경로를 따라갈 수 있도록 하게 하는 역할을 한다.
이 구동장치시스템 개발은 순수 국내 독자개발을 수행한 사업으로 항우연의 선진화된 개념설계를 바탕으로 국내에서는 (주)한화에서만 보유하고 있는 항공기용 유압과 구동시스템 개발기술을 접목한 것이다. TVC 기술은 해외 선진업체에서도 기술이전을 꺼리는 우주발사체의 자세와 비행궤적 제어에 필요한 핵심적인 기술이다.
(주)한화는 또 나로호(KSLV-I) 상단 추력기 자세제어 시스템 개발에도 참여했다. 추력기 자세제어 시스템은 고압의 질소 가스를 압력조절기를 거쳐 일정한 저압으로 감압한 후 추력기의 솔레노이드 밸브를 On/Off 함으로써 발생하는 추력을 이용해 자세제어를 수행하는 시스템이다.

## 폭발사고
2006년 3월, 8t 추진력을 지닌 킥모터(상단부 로켓)를 개발할 때 지상 연소시험을 했는데, 도중에 큰 폭발사고가 났다. 뒤쪽으로 화염을 분사해야 하는데 앞쪽에서 터졌다. 시험시설이 다 망가지고 타버렸다. 60초 동안 연소를 견뎌야 하는데, 30초쯤 지나 터졌다.

## 비추력
킥모터는 한국이 개발한 어떤 고체연료 로켓 보다도 비추력이 높다. 비추력 288초로, 고체연료는 다양한 혼합물이 존재하는데, 이론적으로는 비추력 400초까지 낼 수 있다. 비추력이 높다는 것은, 적은 연료로 더 많은 추력을 낼 수 있다는 의미이다. 연료효율이 좋다는 의미이다. 비추력 288초는 1 kg의 산화제/연료를 사용해서 1 kg의 추력을 내는 시간이 288초라는 의미이다.
고체로켓 비추력 비교
- 나로호 킥모터,  대한민국, 비추력 288초
- 엡실론 로켓,  일본, 비추력 300초
- 우주왕복선 부스터,  미국, 비추력 242초
- 에어로젯 SR19,  미국, 비추력 288초, LGM-30F 미니트맨 II 3단
- GEM 60,  미국, 비추력 284초
- Castor 120,  미국, 비추력 280초, LGM-118 피스키퍼 1단

## 나로호 1차 발사
2009년 8월 25일, 나로호 1차 발사를 했다. 상단 페어링이 2개로 분리되어야 인공위성이 제대로 궤도에 진입하는데, 페어링 1개가 분리되지 않아서 최종적으로 발사 실패했다. 그러나 한국의 ICBM 개발에 있어서, 기념비적인 날이었다. 즉, 한국은 우주에서 고체로켓을 연소시킨 적이 없는데, 역사상 최초로, 우주에서 고체연료 로켓을 정상작동시켰다. 킥모터의 추력편향 제어도 정상적으로 작동했다.
1차 발사에서 측정된 값은, 킥모터 무게 1800 kg, 진공추력 9.6톤힘, 진공비추력 289.8초, 팽창비 30-35, 연소시간 59초였다.

## 기술유출
2020년 3월 20일, 나로우주센터는 나로호 부품 등 폐기 품목 10개를 700만원에 고물상에 팔았다. 이후 판매된 철제 보관 박스 안에 나로호 핵심부품인 '킥모터'가 있는 것을 뒤늦게 알고 열흘 만에 500만 원을 주고 되샀다. 10일 동안 외부인이 킥모터를 살펴볼 수 있었다.
항우연은 나로호 개발 당시 EM과 QM을 합쳐 모두 15개의 시험용 킥모터를 제작했으며 일부는 실험 후 파기하고 일부는 현재 우주과학관 등에 전시하고 있다. 문제가 된 킥모터는 전시를 위해 2016년 항우연 대전 본원에서 나로우주센터로 가져간 것으로 전시를 마친 뒤 보관해오다 관리가 잘 안 돼 녹스는 등 고철 상태가 됐다.
센터는 사용 가치가 없다고 판단된 나로호 부품 10개를 고철상으로부터 700만원을 받고 팔았다. 팔려나간 품목엔 철제 보관박스가 있었는데 이 안에 고체연료 모터인 ‘킥모터’ 인증모델(QM)이 포함돼 있었다. 뒤늦게 이 사실을 알게 된 센터 전 내부 담당자가 문제를 제기했고, 항우연은 10일 만에 경기도 평택의 고철처리업체에 넘어간 킥모터를 재구매·포장·운송 비용을 합쳐 500만 원에 다시 사들였다. 항우연은 폐기 품목 검토를 입사 8개월 된 직원에게 맡겼고, 운영실장 전결로 최종 결정한 것으로 알려졌다. 항우연은 이 사건에 대해 현재 내부 감사를 진행하고 있다고 밝혔다.
폐기 품목 10개는 위성을 보호하는 덮개인 페어링과 실험으로 조각난 부품 잔해, 연료탱크 모형 등이다. 이 폐기 품목에 킥모터 시제품이 든 가로·세로 각각 3.1m와 1.5m, 높이 1.5m인 철제 보관 박스가 포함됐다. '우주과학관 야외 소장 발사체 폐기 품목 관련 검토 의견' 보고서에 따르면 폐기될 철제 박스에 대해 '발사체 구성품 이동에 사용됐고 내부는 비어 있고 외부는 녹이 심해 활용 가치가 없고, 전시용으로도 아무런 의미가 없다'고 폐기 사유가 적혀 있다. 비고란에는 '녹이 심하고 흉물스러워 관람객 민원이 발생한다'고 했다.
킥모터 개발비는 300억원이었다.

## 현무-2C
현무-2C가 미국 퍼싱-2와 매우 닮았다고 하는데, 퍼싱-2는 1단 고체연료 추력 17톤, 2단 고체연료 추력 13톤의 엔진을 사용한다. 킥모터는 고체연료 추력 8톤이라고 알려져 있는데, 고체연료 추력 17톤이라는 보도가 딱 한 번 난 적이 있다. 4개를 묶으면 추력 72톤인데, 이정도면 ICBM 1단 엔진으로도 충분히 사용할 수 있는 추력이다.
2015년 6월 3일, 국방부 산하 국방과학연구소(ADD)는 안흥종합시험장에서 사거리 800 km인 현무-2C 단거리 탄도 미사일 시험발사에 성공했다. 박근혜 대통령이 참관했다.
미국 LGM-30 미니트맨은 1962년 실전배치되어 2020년에도 미국의 유일한 지상발사 ICBM이다. LGM-30A 미니트맨-I의 1단 로켓은 M55 고체연료 엔진을 사용하며, 진공추력 79톤, 연소시간 60초이다. 나로호 킥모터 추력이 17톤이라는 보도가 사실이라면, 연소시간은 60초로 동일하며, 4개를 묶으면 추력 72톤인데, LGM-30A 미니트맨-I의 1단과 거의 비슷한 성능임을 알 수 있다.
그러나 현무-2C가 미국 퍼싱-2와 매우 닮았다고 하는데, 퍼싱-2는 1단 고체연료 추력 17톤, 2단 고체연료 추력 13톤의 엔진을 사용한다. 킥모터는 고체연료 추력 8톤이라고 알려져 있는데, 고체연료 추력 17톤이라는 보도가 딱 한 번 난 적이 있다. 4개를 묶으면 추력 72톤인데, 이정도면 ICBM 1단 엔진으로도 충분히 사용할 수 있는 추력이다.
2015년 6월 3일, 국방부 산하 국방과학연구소(ADD)는 안흥종합시험장에서 사거리 800 km인 현무-2C 단거리 탄도 미사일 시험발사에 성공했다. 박근혜 대통령이 참관했다.
미국 LGM-30 미니트맨은 1962년 실전배치되어 2020년에도 미국의 유일한 지상발사 ICBM이다. LGM-30A 미니트맨-I의 1단 로켓은 M55 고체연료 엔진을 사용하며, 진공추력 79톤, 연소시간 60초이다. 나로호 킥모터 추력이 17톤이라는 보도가 사실이라면, 연소시간은 60초로 동일하며, 4개를 묶으면 추력 72톤인데, LGM-30A 미니트맨-I의 1단과 거의 비슷한 성능임을 알 수 있다.

## 추력 백만파운드
한국의 고체로켓 개발과 관련해서, 한미 미사일 지침에 추력 백만파운드 이상은 개발하지 못하도록 했다고 많은 언론이 보도했다. 국회에서도 이를 따져 묻기도 했다.
2017년 10월 12일, 국회 국정감사에서, 김경진 국민의당 의원은 "초당 100만 파운드 이상 고체로켓을 개발하면 안 된다는 공문을 항우연이 받은 적이 있나"라고 물었다. 그러나 초당 백만파운드는 초당 453톤 추력을 말하는데, 이런 제한이라면, 사실상 무제한이라는 의미이다. 따라서, 초당 백만파운드가 아니라 전체 총추력 백만파운드가 합리적이다.